# Aleksander Tarasov
Aleksander Nikolajevič Tarasov (rusko Алекса́ндр Никола́евич Тара́сов, * 8. marec 1958), ruski marksistični teoretik in družboslovec, politični odpadnik v nekdanji Sovjetski zvezi.